# Nixelpixel
Nika Wodwood (Protvinó, 20 de octubre de 1993), más conocida como nixelpixel (estilizado en minúsculas), es una feminista interseccional y ciberactivista rusa que mantiene su videoblog en YouTube. Es la feminista más famosa de Rusia según la publicación Meduza.

## Biografía
Wodwood nació el 20 de octubre de 1993 en Protvinó, ciudad rusa del óblast de Moscú. Sus padres eran ingenieros de diseño, empleados de la empresa Mars, Incorporated. En 1999, sus padres se fueron de viaje de negocios al Reino Unido, y Veranika se trasladó con ellos a un suburbio de Londres, donde vivió durante dos años. De vuelta a Rusia, Wodwood ingresó en la escuela de Stúpino.
Entre 2011 y 2015, estudió en la Facultad de Sociología de la Escuela Superior de Economía. En 2013, Wodwood se interesó por el feminismo tras conocer el blog de Zhenya Belykh, la creadora de la comunidad feminista The Power of the Pussy en VKontakte, aunque al principio se mostró irónica con el tema del feminismo.
Trabajó como asistente del director creativo en una agencia de publicidad, pero lo dejó, según su declaración, por el ambiente intolerante que había en el equipo. Desde 2011 se dedicó a la ilustración, tras dejar la agencia de publicidad se dedicó a ella a distancia como actividad principal. A mediados del verano de 2017, dejó una agencia de publicidad en la que se dedicaba a la ilustración y empezó a ganar dinero en su videoblog a través de Patreon y de la publicidad en YouTube. Se casó en mayo de 2021. En agosto de ese mismo año, anunció que se mudaba a Viena (Austria), siguiendo a su marido, que ingresó en el programa de maestría de la Universidad Centroeuropea.
Las actividades públicas de Wodwood han sido criticadas, incluso en el ámbito feminista.